# Васката
„Васката“ е български телевизионен игрален филм (късометражен, драма) от 1964 година на режисьора Борислав Шаралиев, по сценарий на Валери Петров. Оператор е Васил Младенов. Музиката във филма е композирана от Лазар Николов.

## Актьорски състав
| Роля                                            | Изпълнител      |
| ----------------------------------------------- | --------------- |
| Васил Желязков Василев - „Васката“, член на РМС | Илия Добрев     |
| любимата                                        | Северина Тенева |
|                                                 | Младен Киселов  |
|                                                 | Марин Янев      |
|                                                 | Никола Джикелов |
|                                                 | Георги Черкелов |